# أحمد شوبير
أحمد عبد العزيز شوبير (28 سبتمبر 1960 –) حارس كرة قدم مصري سابق، مواليد طنطا، محافظة الغربية سبق وأن لعب كحارس مرمى مع النادي الأهلي المصري والمنتخب المصري، وعضو مجلس الشعب عن مدينة طنطا ونائب سابق لرئيس الاتحاد المصري لكرة القدم ومعلق رياضي لمباريات كرة القدم ومقدم برامج رياضية في التلفزيون.

## مع الأهلي
انضم إلى النادي الأهلي قادمًا من نادي طنطا عام 1984 ولعب أول مبارياته الرسمية عام 1984 في ظل وجود حارسي الأهلي الشهيرين إكرامي وثابت البطل.
عندما شارك امام النادي الأوليمبي الأسكندري في مايو 1984، حافظ على نظافة شباكه في أول 8 مباريات رسمية له، وفي الموسم التالي تألق في مباراة في كأس مصر أمام الزمالك حيث لعب الأهلي بفريق من الناشئين وفاز 3/2 بعد أن نجح شوبير في التصدى لضربة جزاء في الوقت الإضافى للمباراة.
يعتبر الموسم الأخير له (1996-1997) هو الأشهر له طوال مشواره مع الفريق حيث جمع الأهلى بين بطولتي الدورى والكأس والبطولة العربية، كما يحتفظ شوبير برقم قياسى في حراسة مرمى الأهلى على مدار تسع سنوات متتالية.
ساهم شوبير مع الأهلي في الفوز بالعديد من البطولات بلغت 25 بطولة محلية وأفريقية وعربية. ( 8 بطولات دورى عام - 8 بطولات كأس مصر - 6 بطولات أفريقيا - ا بطولة أفرواسيوى - 2 بطولتين عربية )

## مع المنتخب
شارك مع المنتخب المصري في بطولة كأس العالم لكرة القدم 1990.

## بعد اعتزاله
بعد أن اعتزل أحمد شوبير كرة القدم، اتجه للتعليق على مباريات كرة القدم. بدأ في القناة السادسة المحلية المصرية وبعدها انتقل إلى قناة دريم ثم برنامج البيت بيتك في التلفزيون المصري ثم قناة الحياة ثم قناة مودرن كورة ثم قناة سى بى سى 2. واُنتخب نائبًا لرئيس الاتحاد المصري لكرة القدم. كما أنتخب عضوًا في البرلمان المصري عن مدينة طنطا وهو عضو في الحزب الوطني الديمقراطي.
بعد انضمامه مع الحزب الوطني الديمقراطي كنائب للشعب اثيرت حوله الكثير من الاشاعات والاقاويل حول تورطة في قضايا مخدرات وعلاقات غير شرعية، هذا وفقد شوبير مقعده البرلماني في انتخابات 2010.

## وصلات خارجية
- أحمد شوبير على موقع الاتحاد الدولي (مؤرشف)  (الإنجليزية)
- أحمد شوبير على موقع قاعدة بيانات كرة القدم.إي يو (الإنجليزية)
- أحمد شوبير على موقع ناشيونال فوتبول تيمز (الإنجليزية)